# سیتروئن سی-کراسر
سیتروئن سی-کراسر (به انگلیسی: Citroën C-Crosser) خودرویی است که از سال ۲۰۰۷ تا ۲۰۱۲ در اوکازاکی، آیچی، ژاپن توسط میتسوبیشی موتورز و در کالوگا، روسیه توسط پژو سیتروئن تولید شده است. طراحی آن موتور جلو-محور جلو و چهار چرخ محرک بوده است. سیستم جعبه‌دندهٔ آن ۶ دنده به دو صورت دستی و نیمه‌خودکار است. این خودرو شباهت‌های فراوانی به پژو ۴۰۰۷ و میتسوبیشی آوت‌لندر دارد.

تولید این خودرو در سال ۲۰۱۲ متوقف و به جایش سیتروئن سی۴ ایرکراس عرضه شد.

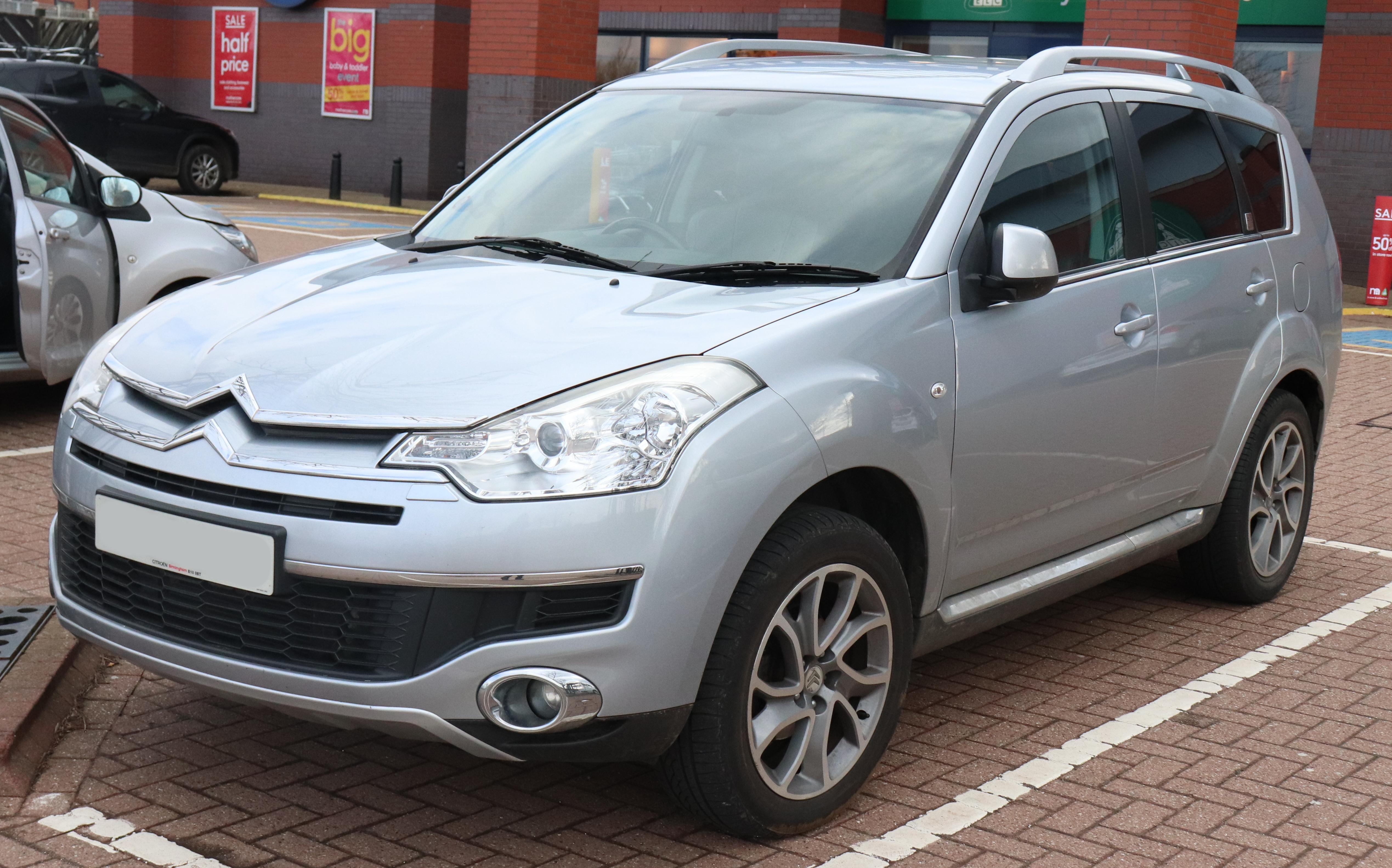
نمای جلو
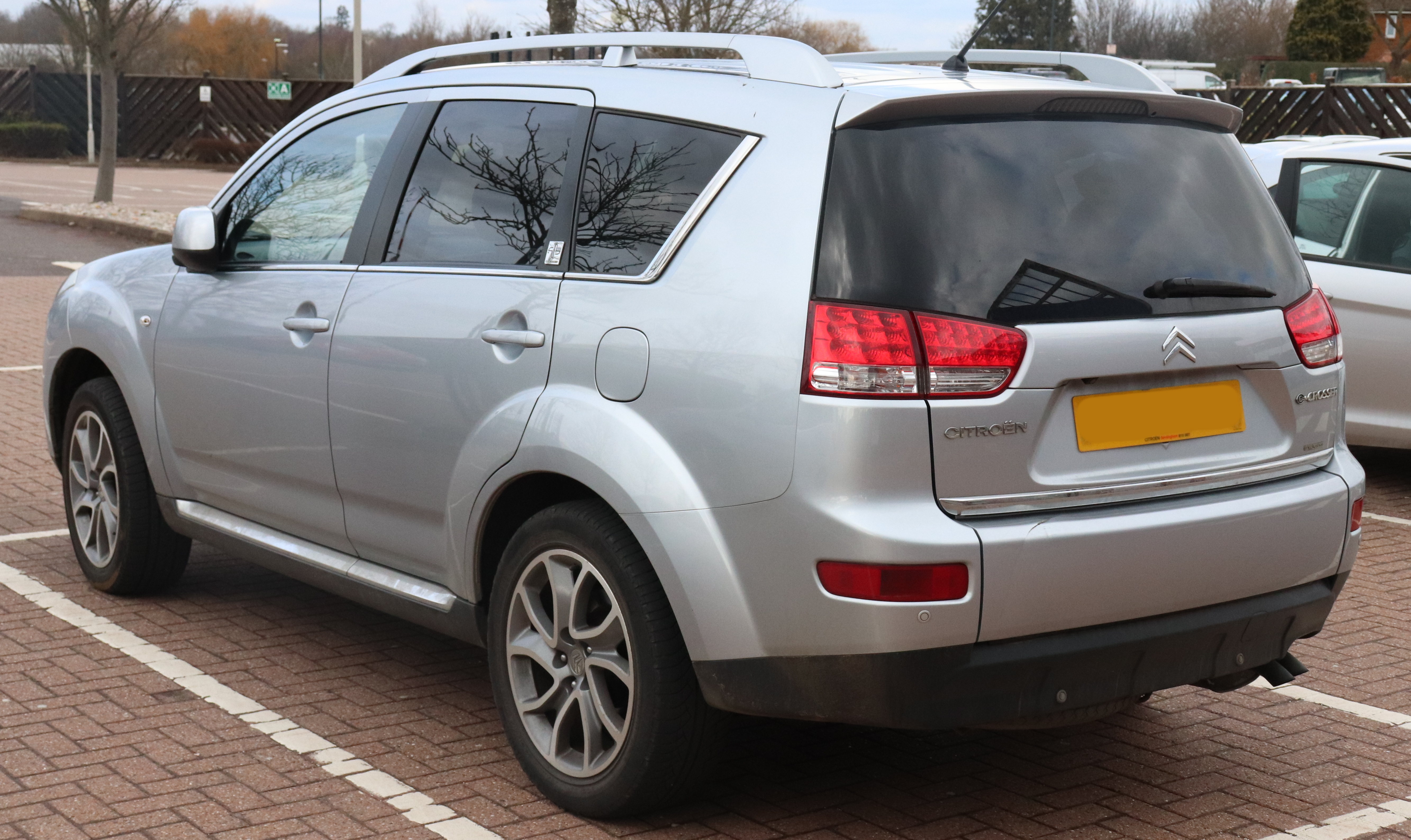
نمای عقب